# Tacoyaki Rainbow
Tacoyaki Rainbow (たこやきレインボー), parfois surnommé Tako Niji (たこ虹), est un groupe de musique d’idoles japonaises formé en 2012 par l'agence de talent Stardust Promotion, actuellement composé de cinq membres. Il est le plus jeune groupe-sœur des Momoiro Clover Z, des Shiritsu Ebisu Chugaku, et  Team Syachihoko, tous formés par la même agence.
Le groupe d’idoles est originaire de la région du Kansai et fait partie de sa Section 3 (3B Junior).
Son propre slogan est « Stardust no Saishū Heiki » (スターダストの最終兵器, trad. : "L'arme ultime de Stardust").

## Histoire
Les Takoyaki Rainbow ont été formées en septembre 2012. En décembre 2012, les jeunes filles ont pris part à la première partie d’un événement organisé à l’occasion de la sortie du single Ume (梅) d'un de ses groupe-sœurs Shiritsu Ebisu Chūgaku. Le groupe d’idoles s’est produit pour la première fois en live en février 2013 au Yamada Denki Labi1 Namba à Osaka. Le groupe a  peu après ouvert son blog officiel en mai 2013.
Le 1er single Over the Takoyaki Rainbow est sorti en septembre 2013. Le CD était exclusivement en vente dans la région du Kansai, c’est-à-dire dans les préfectures de Hyogo, Osaka, Shiga, Kyoto, Wakayama et Nara.
Entre octobre 2013 et mars 2014, les membres ont animé une rubrique intitulée Takoyaki Rainbow no Hoku Hoku Radio ya de ~ (たこやきレインボーのホクホクラジオやで～) dans l’émission de radio Charge! diffusée sur FM Shiga (FM滋賀). Les filles sont apparues dans une publicité pour Buden Shōten (豊天商店) en février 2014.
Le 2e single Naniwa no Haniwa sort en mars 2014.
L’émission de divertissement Mezase Kōshien! Tsukataco Rainbow Road (めざせ甲子園！つかたこレインボーロード) est diffusée une fois par mois sur Kansai TV (関西テレビ) à partir d'avril 2014.
La leader Towa Narasaki est diplômée du groupe en juin suivant afin de se concentrer sur ses études. Kurumi Hori lui succède en tant que nouvelle leader du groupe.
Les membres sont apparues dans une nouvelle publicité pour Buden Shōten en juillet 2014. Les filles ont réalisé le design de t-shirts mis en vente chez Family Mart.
Le 3e single Zesshō! Nani wa de Umareta Shōjotachi est le premier disque du groupe à sortir au niveau national et son premier en tant que groupe de cinq fille. Le single sort en septembre 2014. Le même mois, le premier concert du groupe se tient au Umeda Club Quattro à Osaka.
L'année suivante, les membres apparaissent dans le film Maku ga Agaru (幕が上がる) qui sortira au cinéma en février 2015. Les membres de son groupe sœur Momoiro Clover Z jouent les rôles principaux dans le film.
Leur 4e single Genki Uri no Shoujo ~Naniwa Meika Gojussen~ est le premier à bénéficier d’une sortie au niveau national en mai 2015.
Fin octobre 2015, le groupe a organisé l’événement spécial Takoniji Halloween (たこ虹ハロウィン) au Namba Hatch à Osaka. À cette occasion, les filles portaient des costumes sur scène.
Le single Kuri Bocchi One Day!!, en vente en décembre 2015, est leur première chanson de Noël.
Les Tacoyaki Rainbow ont signé sous le label Avex Trax en janvier 2016. Elles vont faire leurs débuts en major avec le single Nanairo Dance en avril 2016 ; ce dernier a été produit par Kenta Matsukuma.

## Membres du groupe
| Nom                        | Naissance        | Âge             | Couleur attribuée | Remarques                         |                 |
| Membres actuels            | Membres actuels  | Membres actuels | Membres actuels   | Membres actuels                   | Membres actuels |
| -------------------------- | ---------------- | --------------- | ----------------- | --------------------------------- | --------------- |
| Kurumi Hori (堀くるみ)     | 18 décembre 1999 | 25 ans          | Violet            | Leader                            |                 |
| Saki Kiyoi (清井咲希)      | 5 août 1999      | 25 ans          | Jaune             |                                   |                 |
| Sakura Ayaki (彩木咲良)    | 26 mars 2002     | 22 ans          | Rose              |                                   |                 |
| Karen Negishi (根岸可蓮)   | 18 novembre 2000 | 24 ans          | Vert              |                                   |                 |
| Mai Haruna (春名真依)      | 5 janvier 2001   | 24 ans          | Bleu              |                                   |                 |
| Ex-membres                 |                  |                 |                   |                                   |                 |
| Arai Maria (新井まりあ)    | 21 juillet 2000  | 24 ans          | Jaune             |                                   |                 |
| Yuka Koike (小池優花)      | 31 décembre 1999 | 25 ans          | Orange            |                                   |                 |
| Towa Narasaki (奈良崎とわ) | 21 février 2000  | 25 ans          | Rouge             | Ex-leader ; Diplômée en juin 2014 |                 |

## Groupes-sœurs
- Momoiro Clover Z (2008-)
- Shiritsu Ebisu Chūgaku (2009-)
- Team Syachihoko (2011-)

## Discographie

### Albums
1. 21 décembre 2016 : Maido! Ōkini! (まいど!おおきに!?)
2. 21 février 2018 : Double Rainbow (ダブルレインボ?)
3. 27 février 2019 : Nantai Teki na Voyage (軟体的なボヤージュ?)

### Singles
| #              | Date de sortie    | Titre                                         | En japonais/Typographie          | Remarques      |
| Singles indies | Singles indies    | Singles indies                                | Singles indies                   | Singles indies |
| -------------- | ----------------- | --------------------------------------------- | -------------------------------- | -------------- |
| 1              | 17 septembre 2013 | Over the Tacoyaki Rainbow                     | オーバー・ザ・たこやきレインボー |                |
| 2              | 19 mars 2014      | Naniwa no Haniwa                              | なにわのはにわ                   |                |
| 3              | 3 novembre 2014   | Zesshō! Nani wa de Umareta Shōjotachi         | 絶唱！なにわで生まれた少女たち   |                |
| 4              | 20 mai 2015       | Genki Uri no Shōjo ~Naniwa Meika Gojitsu-sen~ | 元気売りの少女～浪花名歌五十選～ |                |
| 5              | 15 décembre 2015  | Kuri Bocchi One Day!!                         | クリぼっちONE DAY!!              |                |
| Singles majors |                   |                                               |                                  |                |
| 1              | 13 avril 2016     | Nanairo Dance                                 | ナナイロダンス                   |                |
| 2              | 24 août 2016      | Dot jp Japan!                                 | どっとjpジャパーン!              |                |
| 3              | 10 mai 2017       | Rainbow ~Watashi wa Watashiya Nen kara~       | RAINBOW ～私は私やねんから～     |                |
| 4              | 20 septembre 2017 | Money!! Money?! Money!!                       | まねー!!マネー!?Money!!          |                |